# Moulougéta Yeggazou
Le ras  Moulougéta Yeggazou, né au XIXe siècle, est un homme politique et un militaire éthiopien du début du XXe siècle.

## Biographie

### Fonctions ministérielles
À la fin du règne de Menelik II et durant celui de Zewditou Ire, il est ministre des Finances. De 1916 à 1917, il occupe le poste de ministre des Affaires étrangères. En 1924, il accompagne le ras Teferi Mekonnen durant son voyage en Europe. Il est alors gouverneur de l'Illubabor.
En 1926, il est nommé ministre de la Guerre. À ce titre, en 1930, il bat les troupes de Gougsa Wellé, qui voulait renverser Haile Selasse, lors de la bataille d'Anchem.

### Carrière militaire
Durant sa jeunesse, Moulougéta participe à la bataille d'Adoua, en 1896.
En 1935, à l'aube de la l'attaque italienne contre l'Éthiopie, prélude à la Seconde Guerre mondiale, il est nommé fitawrari. Il meurt le 27 février 1936, avec son fils Tadesse Moulougéta, durant la retraite consécutive à la bataille d'Amba Aradom.